# Рубцов, Валерий Александрович
Валерий Александрович Рубцов (17 июня 1939 — 24 декабря 2020) — председатель Рыбинского горисполкома в 1988—1990 годах, глава объединённой администрации города Рыбинска и Рыбинского района в 1994—2000 годах.

## Биография
Родился 17 июня 1939 года в Марийской АССР в многодетной семье. После школы поступил рабочим на завод. Окончил Горьковский институт инженеров водного транспорта, по окончании которого был распределён в Рыбинский речной порт. С 1964 года работал на Рыбинском судостроительном заводе им. Володарского. Занимал, в том числе, должности главного конструктора (1966) и секретаря парткома предприятия (1968).
С 1972 года второй секретарь Пролетарского райкома КПСС Рыбинска. С 1979 года председатель исполкома Пролетарского совета народных депутатов. С 1986 года первый заместитель председателя, с 1988 года председатель Андроповского (Рыбинского) горисполкома. В 1990—1994 годы заместитель главы администрации Рыбинского района. В 1994 году заместитель, затем первый заместитель, с 1994 года глава объединённой администрации Рыбинска и Рыбинского района. В марте 1996 года избран главой Рыбинского муниципального округа и депутатом Государственной думы Ярославской области.
С 2000 года — на пенсии. Почётный гражданин города Рыбинска с 2008 года.
Жена — Валентина Васильевна, работала учителем математики 44-й школы.